# Cère (folyó)
A Cère  folyó Franciaország területén, a Dordogne bal oldali mellékfolyója.

## Földrajzi adatok
A Francia-középhegységben ered, 1276 méterrel a tengerszint felett, és Bretenoux-nál torkollik a Dordogne-ba. Hossza 120,4 km.
Mellékfolyói a Jordanne, Roannes és az Authre.

## Megyék és városok a folyó mentén
- Cantal: Vic-sur-Cère, Polminhac, Arpajon-sur-Cère, Aurillac, Arpajon és Saint-Étienne-Cantalès
- Corrèze: Camps-Saint-Mathurin-Léobazel
- Lot: Bretenoux